# Woodrow and Ross House

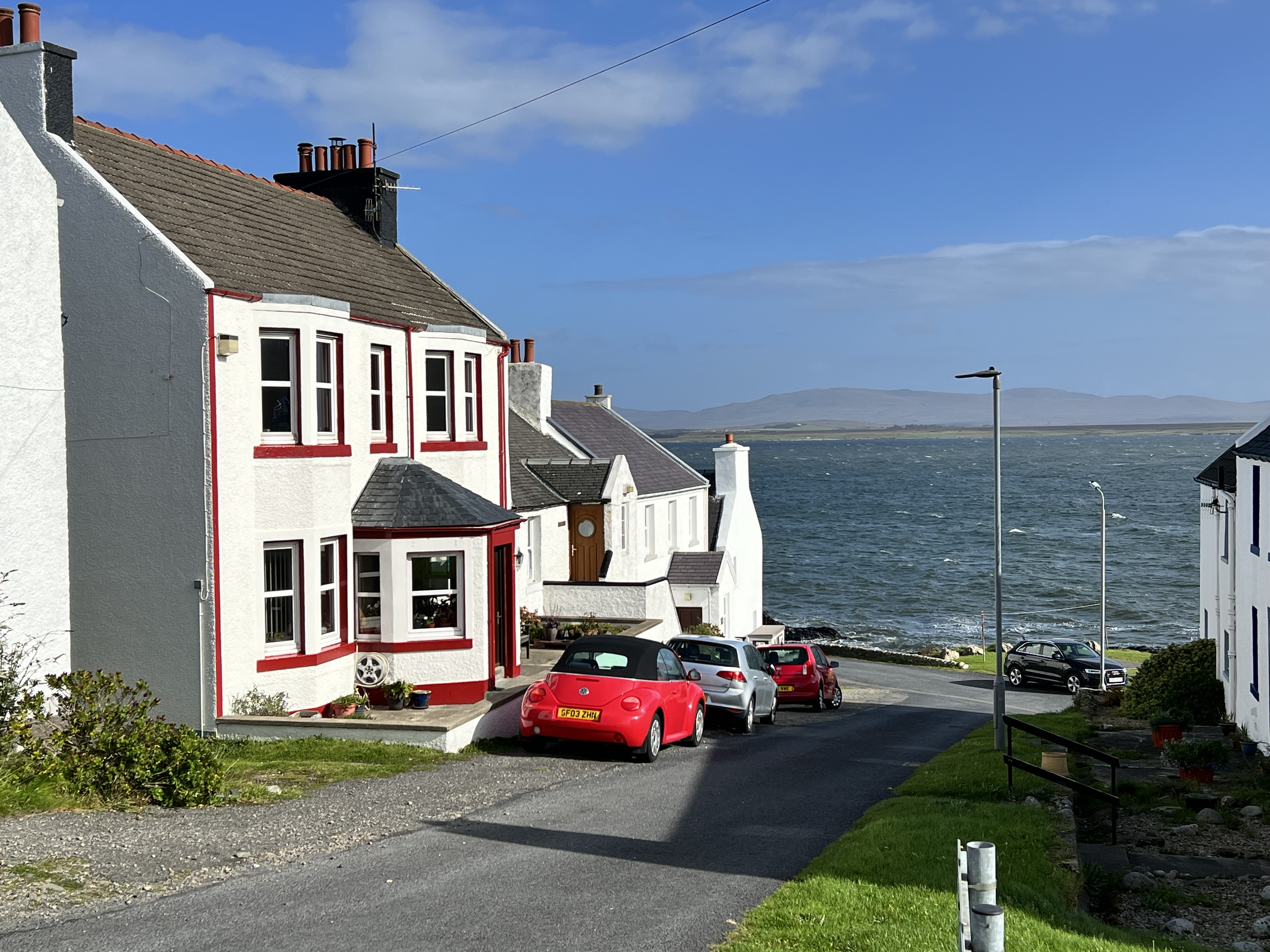
Das Woodrow and Ross House steht rechts neben dem Haus mit roten Details

Das Woodrow and Ross House ist ein Wohngebäude in der schottischen Stadt Port Charlotte auf der Hebrideninsel Islay. Das Gebäude befindet sich im Stadtzentrum in der Lower School Street. 1980 wurde das Woodrow and Ross House in die schottischen Denkmallisten in der Kategorie C aufgenommen.

## Beschreibung
Das exakte Baudatum des Gebäudes ist nicht überliefert, sodass nur das späte 19. Jahrhundert als Bauzeitraum angegeben werden kann. Es befindet sich direkt an der Straße nahe der Küste der Bucht Loch Indaal, an der Port Charlotte gelegen ist. Woodrow and Ross House ist in traditioneller Bauweise auf einem länglichen Grundstück gebaut. Auf das Erdgeschoss setzt sich ein weiteres Stockwerk auf, welches dann mit einem Satteldach abschließt. Das Dach ist mit Schieferschindeln gedeckt. Die Fassaden des aus Feldstein aufgemauerten Hauses sind traditionell mit Harl verputzt. Es existieren zwei Eingänge zu dem Haus. Neben der Eingangstür im Erdgeschoss existiert noch ein zweiter Eingang in das Obergeschoss, der durch eine Treppe, die mittig an der Vorderfront entlanggeführt ist, erreicht werden kann.